# Домовые церкви в Санкт-Петербурге
По архивным данным, на домовые церкви (освящённые помещения при жилище частного лица или при учреждении) приходится почти половина из примерно 500 православных храмов различных типов, действовавших на начало 1917 года в Петрограде и его тогдашних пригородах, на территории, занимаемой современным Санкт-Петербургом. В их числе — более 40 церквей при гражданских больницах и около 10 при госпиталях, около 25 в госучреждениях, около 20 во дворцах и около 10 при тюрьмах. Более 10 домовых церквей было открыто при фабриках и заводах; более 15 располагались в высших, до 40 в средних и около 20 в начальных учебных заведениях. Почти 70 церквей было открыто при богадельнях, приютах, инвалидных домах и прочих учреждениях призрения (как называли в то время попечительство о неимущих и больных).
Ниже рассказывается о нескольких крупнейших домовых церквях, действовавших в дореволюционном Санкт-Петербурге и Петрограде.

## При государственных учреждениях

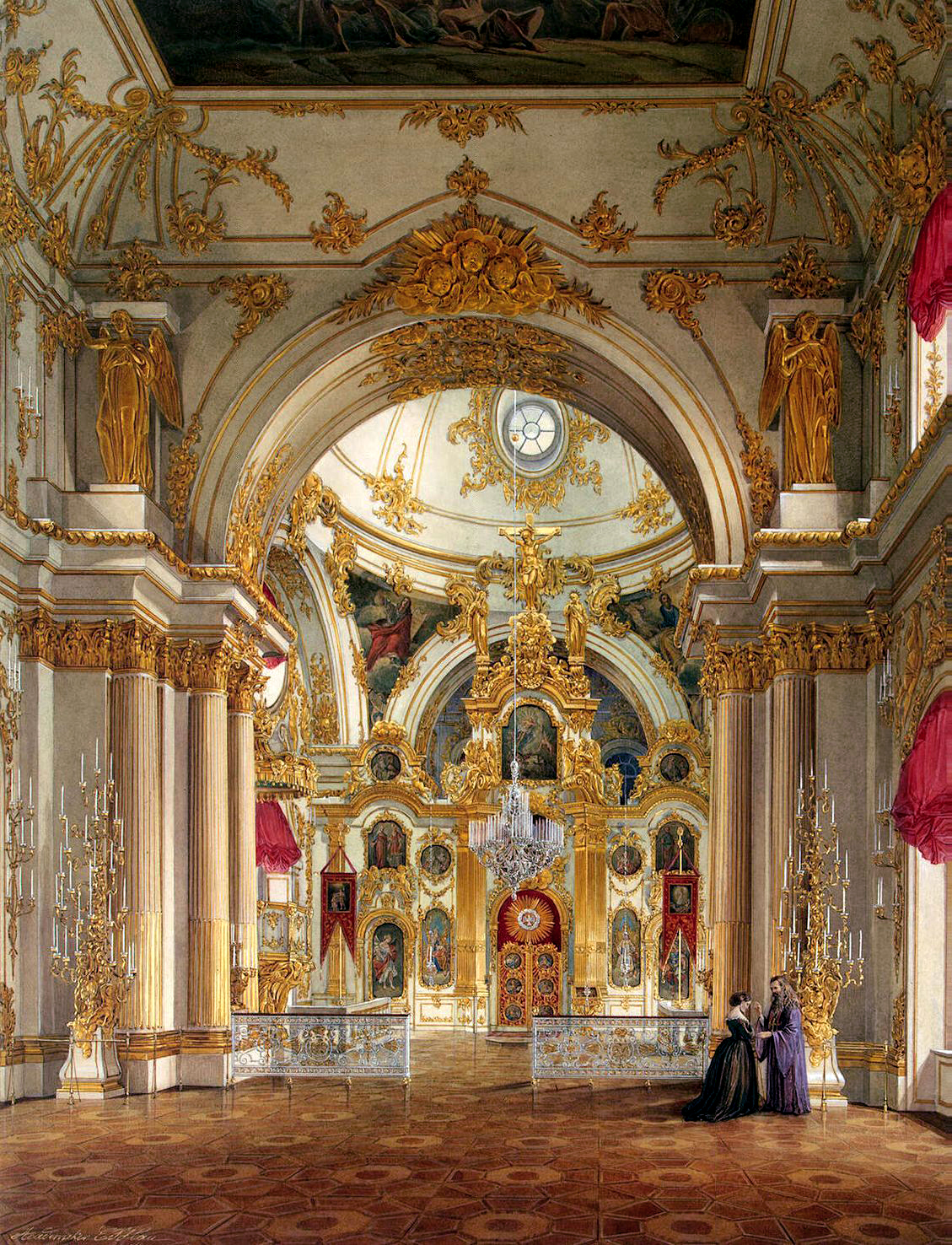
Гау, Эдуард Петрович. Интерьеры церкви Спаса Нерукотворного (до 1917 года)

- Большая церковь Зимнего дворца (Дворцовая площадь, 2 / Дворцовая набережная, 38)

Бывший православный дворцовый храм. С 1918 года — один из залов музея «Эрмитаж», используемый для выставок. Один из немногих сохранившихся участков первоначального рококо создателя четвёртого Зимнего дворца — Франческо-Бартоломео Растрелли. Образованная ещё в 1991 году община тщетно пытается вернуть собор Русской православной церкви.
- Малая церковь Зимнего дворца
- Церковь семи вселенских соборов в бывшем здании Правительствующего синода (Сенатская пл. д.3)

Эта двусветная церковь была учреждена в здании Святейшего правительствующего синода и освящена в Духов день 27 мая 1835 года. В церкви был установлен трёхъярусный иконостас, среди икон которого были образа святых-покровителей императоров Петра I, Николая I и Александра I.
В новейшее время после размещения в здании Сената и Синода президентской библиотеки, а также патриарших покоев и апартаментов главы государства с отдельными входами в воссозданный «общего присутствия», для встреч светской и духовной власти патриарх Кирилл 27 мая 2009 года совершил малое освящение восстановленного домового храма святых отцов семи вселенских соборов
- Церковь благоверного князя Александра Невского при училищном совете Правительствующего синода (ул. Правды (Кабинетская), д.13)

Здание и храм построены по предложению обер-прокурора Победоносцева, сделанного на заседании 31 января 1895 года, состоявшемся в память о скончавшемся императоре Александре III. Было принято решение о строительстве образцовой церковно-приходской школы со своим храмом. Позже в этом здании было решено разместить и Училищный совет Синода. Здание было заложено 14 июня 1898 года, храм освящён 17 января 1901 года. В 1947—1948 годах при внутренней переделке этот памятник церковной архитектуры был уничтожен.

## При учебных заведениях
- Церковь Рождества Пресвятой Богородицы при училищном доме в память императрицы Екатерины II (Средний пр. Васильевского острова, д. 31 (угол 7-й линии)

Это четырёхэтажное здание по проекту архитектора Гешвенда было заложено 24 мая 1896 года и представляло собой первый в городе и во всей России училищный дом по образцу строившихся в Европе зданий подобного типа. Дом был рассчитан на 600 учеников начальных классов. Дом освещался электричеством, что было в то время новинкой для школьных зданий. Закрыт весной 1918 года.
- Церковь Преображения Господня в здании бывшей Первой гимназии ((Социалистическая ул., 7 / ул. Правды, 11)

В 1817 году в Петербурге был учреждён Благородный пансион, впоследствии слившийся с университетом, как его филиал. В нём была оборудована по проекту архитектора Шрётера церковь, освящённая 24 октября 1821 года. Затем, в 1893 году архитектор Косяков расширил церковь вдвое и пристроил звонницу. Церковь закрыта 3 июня 1923 года.
- Церковь Апостолов Петра и Павла в здании бывшего Императорского училища глухонемых (Гороховая ул., 18)

В начале XIX века в Павловске профессор Сигмунд открыл «Опытное училище для глухонемых». Затем по воле императрицы Марии Фёдоровны в Петербурге у Красного моста в 1817 году было куплено здание, в которое после перестройки переехало училище, ставшее любимым детищем Императрицы. Позже в здании архитектор Плавов после пожара заложил в центральной части здания 29 июня 1844 года церковь. Храм был ликвидирован в 1923 году. Ученики проводили в училище 10 лет, причём смысл вероучения и текст молитв доводился до них путём соответствующей жестикуляции. Таким же образом произносились и молитвы.
- Церковь Апостолов Петра и Павла в здании бывшего Императорского коммерческого училища (ул. Ломоносова (Чернышов пер.), д. 9)

В 1772 году в Москве промышленник Демидов основал одно из старейших в стране коммерческих училищ. В него принимали мальчиков из купеческих семей, которые после восьми лет обучения в случае успешного его окончания вместе с аттестатом получали и почётное гражданство. В 1797 году училище, находившееся под покровительством императрицы Марии Фёдоровны, было переведено в столицу, где в 1836 году архитектор Плавов приступил к сооружению трёхэтажного здания по Чернышову переулку. В 1861 году был объявлен конкурс на возведение нового здания, которое было заложено в 1869 по проекту академика Макарова. Для домашней церкви место было отведено во втором этаже. 31 августа 1871 года она была освящена в присутствии принца П. Г. Ольденбургского, бывшего попечителем училища. В 1924 году храм ликвидирован.
- Церковь преподобного Макария Египетского Горного института (21-я линия ВО, 2, угол набережной Лейтенанта Шмидта)

История домовой церкви Горного института богата событиями. Работами по её устройству в одном из флигелей Горного кадетского корпуса руководил первоначально архитектор Штауберт. 1 февраля (19 января по ст. с.) 1805 года церковь была освящена во имя преподобного Макария Египетского, именно в этот день годом ранее был утверждён устав Горного кадетского корпуса. При строительстве нового здания по проекту А. Н. Воронихина отдельные флигели по 21 линии были объединены с главным корпусом, выходящим на набережную, в единое целое. По эскизу А. Н. Воронихина архитектором Штаубертом был оформлен и фасад новой церкви. После революции в августе 1918 года церковь Горного института была закрыта. Её интерьер был полностью перестроен, церковная утварь и иконы были переданы в различные музеи. Само здание церкви использовалось как кинотеатр, а впоследствии и как спортзал института. Весной 2001 года было принято решение о воссоздании домовой церкви преподобного Макария Египетского Горного института. По архивным документам восстанавливали внутреннее убранство, интерьер, реконструировали внешний вид. Были изготовлены новые позолоченные кресты для церкви и колокольни, в Воронеже отлиты новые колокола. В центральной части фасада был воссоздан барельеф «Всевидящее око» в виде расходящихся лучей. В начале 2004 года домовая церковь была введена в эксплуатацию. 7 июля 2004 года патриарх Алексий II освятил воссозданную церковь. С тех пор церковь — действующая, открыта для студентов и сотрудников института ежедневно, кроме субботы и воскресения.

## При учреждениях здравоохранения
- Церковь Равноапостольной царицы Елены при Императорском клиническом институте великой княгини Елены Павловны (Кирочная ул. д.41)

Вдова великого князя Михаила Павловича великая княгиня Елена Павловна решила создать комплекс клиник, связанных с учебными заведениями медицинского профиля. Опираясь на инициативу профессора Э. Э. Эйхенвальда, она в 1870 году предложила создать больницу для малоимущих на 100 коек, которая была бы соединена с научно-учебным центром. Проект больницы был составлен архитектором Гёдике при содействии врачей. Главное здание было заложено в 1878 году. Разместившееся в нём учреждение стало первым в стране медицинским учреждением для усовершенствования врачей. Церковь при нём была устроена в выступе здания на втором этаже и освящена 21 мая 1885 года.
- Церковь Спаса Нерукотворного Образа (Конюшенная) (Конюшенная площадь, 1)

Здание построено по проекту В. П. Стасова, начавшего в 1817 году переделку всех зданий на Мойке в стиле ампир. В центральном флигеле на втором этаже 1 апреля 1823 года и была освящена эта церковь. Известна тем, что в ней отпевали А. С. Пушкина перед отправкой его тела в Святогорский монастырь.
- Церковь Равноапостольной Марии Магдалины при Александро-Мариинском училище слепых (ул. проф. Попова (Песочная), д. 37)

По решению императрицы Марии Александровны в 1878 году было организовано попечительство о слепых. В те годы процентный состав слепых а России был выше, чем в любой из европейских стран. Император Александр III пожертвовал на это начинание миллион рублей. Во главе проекта встал энтузиаст К. К. Грот (1825—1897), который до того ознакомился с постановкой этого дела с европейскими учреждениями для слепых. 2 июня 1888 года по проекту архитектора Томишко было заложено трёхэтажное здание для 120 слепых молодых людей, при консультанте профессоре Бютнере, директоре института слепых в Дрездене. Открытие училища было совмещено с освящением находящейся в здании церкви 29 мая 1890 года в присутствии императора. 18 ноября 1906 года перед зданием был установлен бюст Грота, работы М. М. Антокольского и архитектора Цейдлера. После перевода училища на проспект Шаумяна д. 44, туда был перенесён и бюст.

## При благотворительных учреждениях
- Церковь Божий Матери всех скорбящих радости при Приюте братства во имя Царицы Небесной для помощи психически больным детям (ул. Воскова (Б. Белозерская у сквера)

Здание было заложено 14 июня 1913 года в романском стиле по проекту архитектора Балинского (возможно — Яковлева) и церковь в нём была освящена 11 июня 1915 года. Возникновение этого братства и приюта при нём связано с происшествием с 14-летним мальчиком из бедной семьи Николаем Грачёвым, эпилептиком, которому ночью 3 декабря 1890 года приснилась Богоматерь, которая порекомендовала ему поехать в его день ангела в часовню. Тот поехал и исцелился, приложившись к почитаемой иконе на Стеклянном заводе, после чего постригся в монахи в Троице-Сергиевой пустыни. Её настоятель купил домик мальчика и устроил там часовню, освященную 1 сентября 1898 года. В 1900 году было создано «Братство во имя Царицы Небесной» и приют для помощи больным детям. Алтарь в здании находился на месте явления. В 1903 году покровительницей приюта стала императрица Александра Фёдоровна. Церковь была ликвидирована в 1923 году. В 1990 году на прежнем месте была освящена скорбященская часовня.